# Corrado Mastrocinque
Corrado Mastrocinque (1892 – 1969) è stato un matematico italiano, diventato Gran Maestro del Grande Oriente d'Italia nel 1961.

## Biografia
Ingegnere, astronomo, matematico, fu iniziato prima del 1925 alla Loggia Giovanni Bovio di Napoli. Nel dopoguerra fu presidente del Collegio dei Maestri Venerabili della Campania e presidente della Loggia Regionale Campana del Rito Simbolico Italiano. Nel 1960 fu candidato al premio per le scienze matematiche dell'Accademia dei Lincei.
Gran Maestro Aggiunto del Grande Oriente d'Italia dal 1960, nel 1961 rimase per pochi mesi al vertice del GOI dopo le dimissioni del Gran Maestro Giorgio Tron e prima dell'elezione di Giordano Gamberini, quando fu rieletto gran maestro aggiunto  fino al 1964.